# Lola Paris
Dolores Paris Sánchez (Barcelona, 1894 - 1980), coneguda com a Lola Paris, va ser una actriu i directora de cinema catalana.
La seva carrera d'actriu es desenvolupà entre els anys 1914 i 1945, malgrat que el moment més important, tant per la quantitat com la qualitat de les produccions, va donar-se entre el 1914 i el 1923. El 1918 va ser directriu de l'escola gratuïta creada per Studio-Films SA amb la finalitat de formar actrius cinematogràfiques.
Independentment, de la seva capacitat d'interpretar registres diferents, destacava per la imatge de dona moderna, dinàmica, aventurera, sense perdre la seva feminitat. Manuel Paris Sánchez (1892-1944) va ser el seu germà, també actor.

## Filmografia
Amb Segre Films:
- La pescadora de Tossa o Amor de pescadora (1914), direcció Josep de Togores
- El sello de oro o Fanatismo de una secta (1915)
- Los muertos viven o Un solo corazón (1915, J. de Togores)
- El pollo tejada (1915, J. de Togores)

Amb Studio-Films:
- Las joyas de la condesa (1916, D. Ceret)
- Flor de otoño (1916 Mario Caserini)
- Como aquel dia (1916, Mario Caserini)
- Amar es sufrir (1916, Domènec Ceret, ella en fou la guionista)
- Pasa el ideal (1916, D. Ceret)
- La duda (1916)
- La loca del monasterio (1916)
- Humanidad (1916, D. Ceret)
- Regeneración (1916, D. Ceret)
- La razón social Castro y Ferrant (1916, D. Ceret)
- Los saltimbanquis (1916)
- La herencia del diablo (1917, D. Ceret i J. Solà i Mestres)
- Codicia (1918, Joan Maria Codina)
- Mefisto (1918, J.M.Codina i J. Solà i Mestres)
- El protegido de Satán (1918, J.M. Codina)

Amb Hispano Films:
- La malquerida (1914, Ricard de Baños)

Amb altres:
- La bruja (1923, Maximilià Thous)
- Yo canto para tí (1934, Fernando Roldán)
- Milagro en la ciudad (1935, Joan Xiol i Marchal)
- Tambor y cascabel (1944, Alejandro Ulloa)
- Eres un caso (1945, R. Quadreny)
- El castillo de las bofetadas (1945, J. de Ordazal)